# Ostrów (Pasym)
Ostrów (dawn. Ostrowy) – część Pasymia, dawniej wieś. Leży na zachodzie miasta, wzdłuż ulicy Polnej.
Dawniej samodzielna wieś i gromada Ostrowy w gminie Pasym w powiecie szczycieńskim.
W 1971 roku już stanowił część Pasymia.
W latach 1975–1998 miejscowość należała administracyjnie do województwa olsztyńskiego.